# 呂秉權

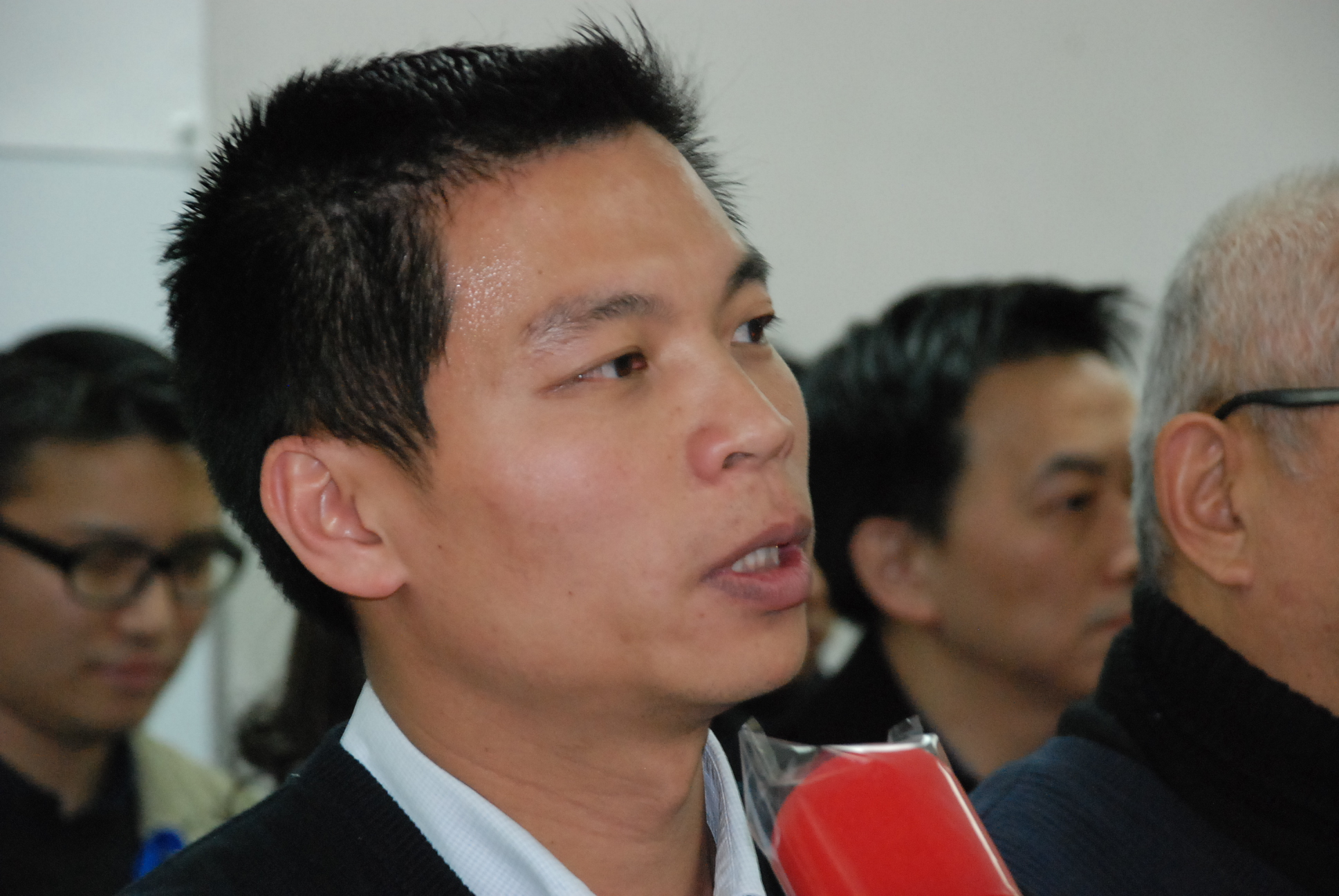
呂秉權（2014年）

呂秉權（英語：Bruce Lui，1974年11月7日—），前任香港無綫電視主播和有線電視中國組首席記者。曾採訪各大中國事件，如2008年汶川大地震後先後到四川北川縣、成都等地採訪，為首批到達地震災區採訪的香港記者。其後於《信報》發表文章寫出感受，又接受《四川地震 香港記者反思錄》一書的訪問。現為香港浸會大學新聞系高級講師。

## 生平
呂秉權1998年畢業於香港浸會大學傳理學院，主修中文新聞。他曾就讀於保良局莊啟程第二小學及拔萃男書院，中學時期擔任辯論隊成員及校報總編輯，曾與方東昇及黃永等參與多次辯論比賽。1994年，他曾以隊長身份帶領拔萃男書院在第二十六屆聯校中文辯論比賽中擊敗喇沙書院，奪得冠軍。
呂秉權大學畢業後曾投考香港海關督察一職。雖通過測驗及獲聘請，但海關於1998年4月30日因「家庭成員當中有精神病患者」為由，拒絕聘用他為督察。呂秉權於2004年透過平等機會委員會入稟區域法院，控告海關關長違反《殘疾歧視條例》，要求政府賠償收入及心靈上損失。其後他和海關達成庭外和解協議，協議內容則未有透露。另外，同年他亦曾考獲警務督察職位，但亦因同一理由被取消聘用。雖然經過平機會協調，但最終警方以有關聘用資料已銷毀為由，呂最終放棄追究。
他於2005年12月加入有線新聞，2007年中成為首位被派駐上海的中國組記者，同時參與有線電視財經資訊台專題節目神州穿梭的製作。
2008年，呂秉權專訪「奇女子」狄娜，狄娜爆出多段中國近代史秘聞，為狄娜生前接受電視訪問的最後一個專訪。
2013年四川雅安市蘆山縣發生7級地震，呂秉權接受商業電台訪問時表示中國大陸貪污問題嚴重，建議港人先想清楚，或將善款捐向有良好監察紀錄的慈善團體。
於2014年加入香港電台第一台，並主持星期六問責。及後，他亦加入中國點點點的主持團隊。

## 插曲
呂秉權曾於無綫新聞工作，報道港聞及內地新聞，亦曾擔任主播及駐北京記者。他於2004年初因在廣州採訪非典型肺炎期間，因進食了野味而發燒而一度被懷疑染上非典型肺炎，後被證實為虛驚一場。

## 殊榮
- 2012年4月，呂秉權憑中國核試軍人專題紀錄片「核試遺害」奪得第十六屆人權新聞獎電視大獎。
- 2012年4月，呂秉權奪得第三屆金堯如新聞獎電視大獎，作品為反映中國官員和平民申訴的「上訪」專題系列。
- 2010年4月，呂秉權憑北京老人院被迫遷的專題紀錄片「熱地」，奪得第十四屆人權新聞獎電視大獎。
- 2009年12月，呂秉權奪得第四屆中大新聞獎(電視)新聞報道大獎，是他第二次贏得中大新聞獎項。
- 2009年3月，呂秉權獲第十三屆人權新聞獎電視組別優異獎。
- 2008年12月，憑「四川大地震之豆腐渣工程」榮獲亞太廣播聯盟(ABU)新聞組大獎。
- 2008年，憑「四川大地震之豆腐渣工程」榮獲紐約國際電視電影節特別報道組銅獎
- 2008年，憑「四川大地震之北川瓦礫下的女孩」獲紐約國際電視電影節突發新聞組優異獎。
- 2008年11月，獲創立四十周年的浸會大學傳理學院頒發「傑出傳理人獎」。
- 2007年，呂秉權與中國組記者黃淑玲、吳子敏、羅暉翔憑「神州穿梭之形象工程系列」榮獲紐約國際電視電影節最佳新聞紀錄片組優異獎。
- 2007年12月，呂秉權憑「神州穿梭之切胸之痛」，獲第三屆中文大學新聞獎專題組(電子傳媒)大獎。
- 2002年與無綫新聞突發團隊取得Asian Television Awards亞軍。

此外，根據2006年香港大學民意研究計劃調查關於最受歡迎的主播調查，呂秉權成為最受歡迎報導員前十名。

## 著作
- 《神州穿梭記者眼》，蔡淑儀、鄧美玲、胡力漢、吳曉東、呂秉權、黃淑玲　合著，明窗出版社2006年7月初版，ISBN 962-8918-55-9
- 《穿梭背後》，有線電視中國組著，明報出版社2009年5月初版，ISBN 978-962-8994-77-9
- 《踢爆國情》， 圓桌文化2013年6月出版，ISBN 978-988-8223-70-1

## 外部連結
- 呂秉權的新浪微博